# تایتلیست
تایتلیست (انگلیسی: Titleist) شرکت تجهیزات ورزشی آمریکایی است، که در سال ۱۹۳۲ تأسیس شد و هم‌اکنون زیرمجموعه‌ای از شرکت آکوشنت می‌باشد.